# اشتفان گئورگه
اشتفان آنتون گئورگه (به آلمانی: Stefan Anton George) (زاده ۱۲ ژوئیه ۱۸۶۸ - درگذشت ۴ دسامبر ۱۹۳۳) شاعر، مترجم و ویراستار اهل آلمان است.

## زندگی
گئورگه در ۱۲ ژوئیه ۱۸۶۸ در روستای «بودشایم» نزدیک بینگن آن در راین آلمان به دنیا آمد. از طرف پدر اسلافش دهقان‌های «لرن» شمالی بودند که حدود چهارصد سال قدمت داشتند و خصلت فرانسوی و آلمانی را متحداً دارا بودند. گئورگه دوران کودکی را در بینگن گذرانید.
او حتی از زمان کودکی علاقه‌ای عمیق به ساختمان و آهنگ زبان و ادبیات داشت و در نه‌سالگی زبانی مرموز و تازه ابتکار کرد که از لحاظ سیلاب از زبان مادری اش قوی‌تر بود. از ۱۸۸۱ در شهر دارمشتات به تحصیل لاتین و یونانی پرداخت و پس از فراغت از آن مطالعاتش را برای فراگیری انگلیسی، ایتالیایی و فرانسوی تا سال ۱۸۸۸ ادامه داد. با هدف بررسی زبان‌های جدید شروع به سفر کرد و به لندن رفت ولی در آن‌جا دوستی به دست نیاورد و بعدها فقط یک بار برای دیدن ارنست داوسن به آن‌جا رفت. سپس به قسمت فرانسوی‌زبان سوئیس رفت و پس از اقامت مختصری در شمال ایتالیا، به پاریس وارد شد.
او مدتی را در پاریس گذراند، جایی که در میان نویسندگان و هنرمندان در برنامهٔ سه‌شنبه‌شب‌ها (به انگلیسی: Tuesday soireés) که توسط استفان مالارمه شاعر برگزار می‌شد شرکت می‌کردند. او توسط آلبر سن پول به این مجمع که در منزل استفان مالارمه برگزار می‌شد دعوت می‌شود. در این مجمع توسط مالارمه به پل ورلن معرفی گردید. پس از سفری به اسپانیای شمالی و پایتخت آن، به برلین بازگشت و به تدریس زبان‌شناسی و ادبیات پرداخت.
او از دههٔ ۱۸۹۰ درحالی که هنوز بیست‌ساله بود شروع به انتشار شعر کرد. سال‌های بعد باز به سفر پرداخت و در وین با هوگو فن هوفمان‌اشتال شاعر اتریشی طرح دوستی ریخت و در اکتبر ۱۸۹۲ با کمک او و پل ژراردی شاعر بلژیکی روزنامه‌ای به نام اوراق هنر (به آلمانی: Blätter für die Kunst) را انتشار داد. گئورگه به عنوان مؤسس و ویراستار در این نشریهٔ ادبی مهم فعالیت می‌کرد.
او همچنین در مرکز حلقهٔ ادبی و دانشگاهی حلقهٔ جورج (به آلمانی: George-Kreis) بود، که شامل بسیاری از نویسندگان جوان برجستهٔ آن روز (از جمله فریدریش گوندولف و لودویگ کلاوگز) می‌شد. علاوه بر به اشتراک گذاری علایق فرهنگی، این حلقهٔ ادبی منعکس‌کنندهٔ مباحث عرفانی و سیاسی آن روزگار نیز بود. گئورگه در همین جلسات به «کنتس بوهمی» شوابینگ، فانی زو رونلو معرفی شده و با وی دوست شد، کسی که گاهی اوقات این حلقهٔ ادبی را برای اقدامات و دیدگاه‌های ملودرام آن مورد تمسخر قرار می‌داد. گئورگه و نوشته‌هاش با جنبش انقلابی محافظه‌کار شناخته شد. او همجنسگرا بود و در عین حال از دوستان جوان خود را ترغیب به در پیش گرفتن یک زندگی مانند خود را می‌کرد.
در ابتدای جنگ جهانی اول در سال ۱۹۱۴ او برای آلمان پیشگویی پایان غم‌انگیزی کرد و بین این زمان و ۱۹۱۶ شعر بدبینانهٔ جنگ (به آلمانی: Der Krieg) را نوشت. نتیجهٔ جنگ به واقعیت پیوستن ترس‌های بدبینانهٔ او بود.
در ۱۹۳۳ پس از به قدرت رسیدن نازی‌ها، یوزف گوبلز به او پیشنهاد ریاست آکادمی جدید هنر را داد، که او از پذیرفتن آن سر باز زد. او همچنین به مراسم جشن تولد ۶۵ سالگیش که قرار بود برای وی بگیرند نرسید. در عوض او به سوئیس سفر کرد، جایی که او در نزدیکی لوکارنو و در چهارم دسامبر همان سال در لا گوما گیور درگذشت. پس از مرگ وی، حکومت آلمان می‌خواست او را در یکی از کلیساهای جامع دفن کند ولی معدودی از دوستان وی مانع شدند و بدنش قبل از حضور هیئت یک به نمایندگی از دولت ناسیونال سوسیالیست وارد کشور و در کلیسایی کوچک در کنار می‌نوزیو به خاک سپرده شد.

## آثار
شعر گئورگه مشتمل بر اخلاقات اشرافی و متکلف است؛ ابیات او اغلب در سبک فرمال، در لحن آهنگین، و در زبان رازآمیز است، که تحت تأثیر فرم‌های کلاسیک یونان، که علیه روند رئالیستی در ادبیات آلمان آن زمان شکل گرفته بود ایجاد شکل گرفته بود. با اعتقاد به این که هدف از شعر فاصله گرفتن از جهان است، او مدافع قوی هنر برای هنر بود، سبک نوشتاری گئورگه رابطهٔ بسیار نزدیکی با جنبش سمبولیسم فرانسه دارد و او با بسیاری از نمایندگان آن، از جمله استفان مالارمه و پل والری در تماس بود.
گئورگه پل مهمی بین ادبیات قرن ۱۹ و مدرنیسم آلمانی بود، حتی اگر او را به عنوان منتقدی خشن نسبت به دوران آن مدرن بود. او با متدهای مختلف شاعرانه، از قبیل استفاده از نشانه‌های سجاوندی، اشارات تلمیحی و نقاشیخط را آزمایش کرد. «همجنس‌گرایی آشکار» گئورگه در آثاری نظیر الگبال (به آلمانی: Algabal) منعکس شده‌است و همین‌طور شعر عاشقانهٔ او به نوجوان بااستعدادی به نام ماکسیمیلیان کرانبرگر (به آلمانی: Maximilian Kronberger) از آشنایانش تقدیم شده، گئورگه او را ماکسیمین می‌نامد و از او به عنوان جلوهٔ ایزدی یاد می‌کند. ارتباط گرایش جنسی گئورگه به کار شاعرانهٔ وی توسط منتقدان معاصر، مانند توماس کارلاف و ماریتا کیلسون-لورتز مورد بحث قرار گرفته‌است.
الگبال یکی از بهترین و عجیبترین مجموعه شعرهای به یاد ماندهٔ گئورگه است، عنوان مجموعه اشاره‌ای است به هلیوگابال امپراتور برکنارشدهٔ روم است. گئورگه علاوه بر این مترجم مهمی نیز بود، او آثار دانته، شکسپیر و بودلر را به آلمانی برگرداند.

### امپراتوری جدید
آخرین اثر گئورگه «امپراتوری جدید» (به آلمانی: Das neue Reich) در سال ۱۹۲۸ به چاپ رسید. او این اثر و «راز آلمان» (به آلمانی: Geheimes Deutschland) نوشته شده در ۱۹۲۲ را به برتولد شنک گراف فون استافنبرگ تقدیم کرده‌است (کسی که در سال ۲۰ ژوئیه ۱۹۴۴ در سوءقصد به آدلف هیتلر شرکت داشت). این شعر به‌طور خلاصه بیان می‌کند شکل جدیدی از جامعه را که تحت حکومت اشراف روحانی آریستوکرات اداره می‌شود. گئورگه هرگونه تلاش برای استفاده از آن برای مقاصد دنیوی سیاسی، به ویژه ناسیونال سوسیالیسم را رد می‌کرد.

## پی‌نوشت
1. ↑  ایرانی، «اشتفان گئورگه»، ماهنامهٔ دانش، ش ۴، ۲۱۵.
2. ↑  ایرانی، «اشتفان گئورگه»، ماهنامهٔ دانش، ش ۴، ۲۱۵.
3. ↑  ایرانی، «اشتفان گئورگه»، ماهنامهٔ دانش، ش ۴، ۲۱۵.
4. ↑  ایرانی، «اشتفان گئورگه»، ماهنامهٔ دانش، ش ۴، ۲۱۶.
5. ↑  Boehringer, Robert. Mein Bild von Stefan George. München, Düsseldorf: Helmut Küpper vormals Georg Bondi Verlag, 1967. pp. 126-127
6. ↑  Thomas Karlauf: Stefan George. Die Entdeckung des Charisma. Blessing, München 2007. ISBN 978-3-89667-151-6
7. ↑  ایرانی، «اشتفان گئورگه»، ماهنامهٔ دانش، ش ۴، ۲۱۶.
8. ↑  ایرانی، «اشتفان گئورگه»، ماهنامهٔ دانش، ش ۴، ۲۱۶.
9. ↑  ایرانی، «اشتفان گئورگه»، ماهنامهٔ دانش، ش ۴، ۲۱۶.
10. ↑  Robert E. Norton, Secret Germany: Stefan George and his Circle (Cornell University Press, 2002)
11. ↑  Robert E. Norton, Secret Germany: Stefan George and his Circle (Cornell University Press, 2002) page 354
12. ↑  Palmer, Craig B. (2002), "George, Stefan", glbtq.com, archived from the original on 5 August 2011, retrieved 2007-11-23
13. ↑  See for example, Marita Keilson-Lauritz, "Ubergeschlechtliche Liebe: Stefan George's Concept of Love" (Rieckmann, ed A Companion to the Works of Stefan George (Camden House, 2005)
14. ↑  Herbert Ammon: Vom Geist Georges zur Tat Stauffenbergs - Manfred Riedels Rettung des Reiches, in: Iablis 2007 at www.iablis.de